# Translocación robertsoniana

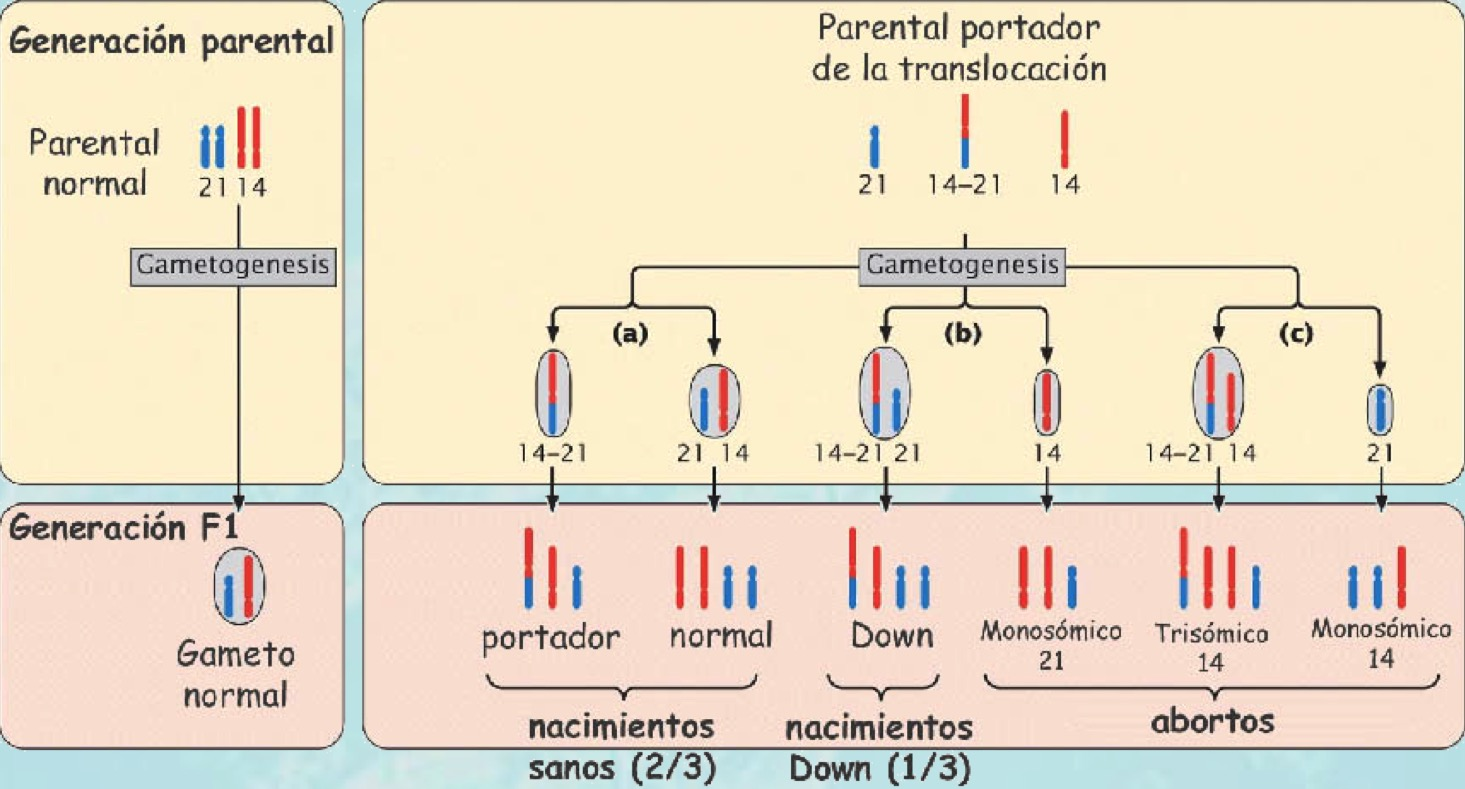
Cruce entre un portador de traslocación con sano y su descendencia.

En Genética se denomina translocación robertsoniana, cambio robertsoniano o polimorfismo robertsoniano a las fusiones o fisiones cromosómicas, es decir, a las variaciones en el número de cromosomas que surgen por la recombinación de dos cromosomas acrocéntricos (aquellos que tienen el centrómero más cercano a un extremo, similar a un brazo corto muy pequeño) en un cromosoma q-q y en uno p-p, ambos cromosomas metacéntricos (aquellos en los que el centrómero está en el punto medio, como dos brazos cortos y largos), lo que determina una disminución del número haploide. O, por el contrario, a las que surgen por fisión o rotura de un cromosoma metacéntrico en dos cromosomas acrocéntricos, en este caso aumentando el número haploide. También se denominan translocaciones no recíprocas.
En este tipo de translocación, se pierden los brazos cortos de dos cromosomas no homólogos y los largos se unen por el centrómero, formando un cromosoma único. En humanos afecta mayoritariamente a los cromosomas 13, 14, 15, 21 y 22, pues los brazos cortos de estos cromosomas acrocéntricos son muy pequeños y contienen material genético no esencial. Cuando existe una translocación de este tipo, los brazos cortos se suelen perder en divisiones celulares posteriores. 
Haciendo enfoque en el brazo p de dichos cromosomas acrocéntricos, nos encontramos tres regiones: p11, p12 y p13. La región p11 de estos cromosomas incluye los ADN satélite I, II, III, IV y β. La región p12, conocida como “tallo", la cual contiene múltiples copias de los genes que codifican el ARN ribosomal (región organizadora nucleolar). Por último, la región p13 termina con ADN satélite β y secuencias teloméricas. Por lo tanto, las regiones de brazo corto (p) de los cinco pares de cromosomas acrocéntricos humanos 13, 14, 15, 21 y 22 presentan una gran homología de secuencia.
Una translocación robertsoniana frecuente implica la unión del brazo largo de los cromosomas 14 y 21. El individuo afecto carecería de un cromosoma 14 normal y de un cromosoma 21 normal; por tanto, en su lugar, tendría un cromosoma derivado de una translocación de los brazos largos completos de los cromosomas 14 y 21. En el transcurso de la meiosis, en dicho individuo, el cromosoma translocado aún podría emparejarse con sus homólogos. Puede darse segregación alterna o bien segregación adyacente; si se diese la primera, la descendencia puede ser cromosómicamente normal o tener una translocación balanceada con fenotipo normal; en cualquiera de los patrones de la adyacente, los gametos son no balanceados y la descendencia puede resultar con una trisomía 14, una monosomía 14, una monosomía 21 o una trisomía 21. En los tres primeros casos mencionados, los fetos no llegan a término, mientras que la última translocación origina un niño con tres copias del brazo largo del cromosoma 21 y un fenotipo de síndrome de Down. De hecho, las translocaciones robertsonianas son responsables de alrededor del 5% de los casos de síndrome de Down. 
La mayoría de las personas que sufren este tipo de translocación tienen 45 cromosomas, sin embargo todo el material genético esencial está presente y no sufren de anomalías fenotípicas. Su descendencia, sin embargo, puede presentar un fenotipo normal y ser portador de la anomalía o bien heredar la pérdida o ganancia del brazo largo del cromosoma acrocéntrico, dependiendo del gameto.  En estos casos el consejo genético y los test genéticos se hacen necesarios en las familias que pueden ser portadoras de estas anomalías
De una forma mucho menos frecuente puede presentarse la anomalía en homozigosis, si ambos progenitores tienen la misma translocación Robertosinana. La descendencia será, en este caso, viable o no, dependiendo de los cromosomas que se encuentren afectados.
El epónimo se refiere a Rees B. Robertson quien concluyó, a partir de un estudio de cariotipos de saltamontes, que un único cromosoma en forma de V en un individuo o especie correspondía a dos cromosomas separados en otro. Cincuenta años más tarde, Léonard y Deknudt descubrieron, en una cepa de laboratorio, un ratón con 38 cromosomas con un par de cromosomas metacéntricos. En el mismo año Evans y colaboradores informaron de otra translocación en ratones de laboratorio y, poco después, Miller y colaboradores identificaron los cromosomas acrocéntricos incorporados en estos cromosomas metacéntricos, indicando que la translocación encontrada por Léonard y Deknudt correspondía a la unión de los cromosomas 6 y 15, y la encontrada por Evans y colaboradores a la fusión de los cromosomas 9 y 19.

## Origen de las translocaciones robertsonianas.
Las rob (robersonian translocations) se pueden clasificar en términos generales en dos grupos:
- Clase I. Son las translocaciones más comunes, e incluyen rob (13q14q) y rob (14q21q).
- Clase II. Son raras o poco frecuentes, incluyendo todos otros posibles rob no homólogos.

Los estudios de rob de clase I encontraron puntos de ruptura comunes localizados, en la mayoría de los casos, cerca de una misma región cromosómica. Sin embargo, los puntos de ruptura de los rob de clase II que se estudiaron eran altamente variables, así como también se descubrió que existe una gran variabilidad en los orígenes parentales y en el momento de formación de dichas translocaciones de clase II.
Los rob de clase I (comunes) se forman a través de un mecanismo concreto y reproducible durante la ovogénesis. Durante la detención de la oogénesis por dictioteno, las regiones de ADN satélite, presentes en el brazo corto (p) de dichos cromosomas acrocéntricos entran en estrecho contacto entre sí durante un período prolongado de tiempo. El tamaño de estas secuencias satélite es suficiente para permitir que se produzca recombinación entre cromosomas no homólogos mediante recombinación homóloga no alélica (NAHR). Dado que las evidencias hablan sobre un proceso específico, es probable que las secuencias presentes en las regiones p, las cuales sí que presentan homología, de estos cromosomas, generalmente, no homólogos, sean las responsables de originar, mediante recombinación homóloga no alélica, dichas translocaciones. En resumen, los rob de Clase I probablemente surgen a través de NAHR entre las secuencias repetitivas presentes en los brazos cortos de 2 cromosomas acrocéntricos, lo que conducirá a la pérdida de los segmentos cromosómicos distales.
A diferencia de los rob de clase I, la hipótesis de formación de los rob de clase II se relaciona con la cromotripsis, fenómeno por el cual un cromosoma o brazo cromosómico es fragmentado por completo para posteriormente ser reensamblado de forma aleatoria, representando un caso extremo de reorganización cromosómica. La cromotripsis suele encontrarse asociada a procesos de apoptosis abortiva o erosión de los telómeros, entre otros. Por lo tanto, los puntos de ruptura de dichas translocaciones de clase II son probablemente únicos, impidiendo hacer generalizaciones con respecto a ellos.

## Enfermedades asociadas.
Posiblemente, tras la formación de un rob se produzca la pérdida de secuencias de ADN ribosómico 47S presentes en los brazos p, lo cual puede conducir a una producción insuficiente de ARNr, así como a una síntesis reducida de ribosomas. En tal caso, surgirá una ribosomopatía, como resultado de la alteración de la biogénesis de los ribosomas causada por las mutaciones en los genes que codifican las proteínas ribosómicas. Las ribosomopatías están asociadas con la alteración de la hematopoyesis produciendo anemia macrocítica, neutropenia, anemia hipoplásica, así como con anomalías esqueléticas y cutáneas. Un ejemplo de cariotipo sería: 45, XX, rob (14; 21) (q10; q10).
Un estudio reciente muestra que ciertos tipos de rob predisponen a riesgos elevados de cáncer de mama o neoplasias malignas hematológicas en sus portadores. En los brazos cortos (p) de los cromosomas acrocéntricos residen múltiples grupos de sitios de unión de factores de transcripción. El factor de transcripción de unión a CCCTC CTCF es una proteína de unión a ADN de 11 dedos de zinc altamente conservada, la cual participa en numerosos procesos celulares, regulando, por ejemplo, la arquitectura de la cromatina, la transcripción, los procesos de recombinación, etc. En 2014, un estudio consiguió demostrar como los tejidos de ratón con una pérdida hemicigótica de CTCF exhiben alteraciones en la metilación de las islas CpG en prácticamente todo el genoma. Esta pérdida de estabilidad epigenética elimina una barrera importante para la progresión neoplásica. La pérdida de los sitios de unión de CTCF puede interferir, por tanto, con la organización del genoma de orden superior y el control epigenético, lo que a su vez evita la transición de células epiteliales a mesenquimales en el tejido mamario, es por ello que el factor CTCF se ha relacionado con la expresión génica en el cáncer de mama.